# Долинська сільська рада (Запорізький район)
| Долинська сільська рада — колишній орган місцевого самоврядування у Запорізькому районі Запорізької області з адміністративним центром у с. Долинське. Сільській раді були підпорядковані населені пункти: - с. Долинське - с. Бабурка - с-ще Високогірне - с-ще Канцерівка - с. Нове Запоріжжя - с. Новослобідка - с. Хортиця |

## Склад ради
Рада складалася з 20 депутатів та голови.

### Керівний склад ради
| ПІБ                      | Основні відомості                                            | Дата обрання | Дата звільнення |
| ------------------------ | ------------------------------------------------------------ | ------------ | --------------- |
| Федчук Богдан Михайлович | Сільський голова, 1961 року народження, освіта, безпартійний | 26.03.2006   | 31.10.2010      |

Примітка: таблиця складена за даними джерела